# Yukon non organisé
Le Yukon non organisé, (en anglais : Yukon, Unorganized) est un territoire non organisé occupant la majorité du territoire du Yukon, au Canada. Il représente 98 % des 474 712,64 km2 de surface terrestre du territoire et est reconnu comme subdivision de recensement (en) par Statistique Canada.

## Démographie
Dans son recensement de 2011, Statistique Canada indique au départ une population de 1 688 habitants vivant dans 748 résidences sur 1 088 pour le Yukon non organisé, soit une variation de 31,3 % par rapport à ses 1 236 habitants de 2006. L'agence a corrigé par la suite son recensement en indiquant une population de 1 495 habitants vivant dans 695 résidences sur 1 012, soit un changement de 16,3 % par rapport à 2006.  Avec une surface de 465 513,32 km2, la densité de ce territoire non organisé est de 0,003 211 5 hab/km2 en 2011,.